# كامب بوينت (إلينوي)
كامب بوينت (بالإنجليزية: Camp Point)‏ هي قرية تقع في الولايات المتحدة في Camp Point Township, Adams County, Illinois. يقدر عدد سكانها بـ 1,132 نسمة .

## التركيبة السكانية
حدّد مكتب تعداد الولايات المتحدة بيانات التركيبة السكانية لكامب بوينت في تعداد الولايات المتحدة. في ما يلي، التركيبة السكانية حسب تعدادي 2000 و2010.

### تعداد عام 2000
بلغ عدد سكان كامب بوينت 1,244 نسمة بحسب تعداد عام 2000، وبلغ عدد الأسر 469 أسرة وعدد العائلات 314 عائلة مقيمة في القرية. في حين سجلت الكثافة السكانية 423.1 نسمة لكل كيلومتر مربع (1,095.8/ميل2). وبلغ عدد الوحدات السكنية 514 وحدة بمتوسط كثافة قدره 174.8 لكل كيلومتر مربع (452.7/ميل2).
وتوزع التركيب العرقي للقرية بنسبة 99.20% من البيض و0.08% من الأمريكيين الأصليين و0.08% من الأمريكيين ذوي الأصول الآسيوية و0.64% من عرقين مختلطين أو أكثر و0.48% من الهسبانيون أو اللاتينيون من أي عرق.
بلغ عدد الأسر 469 أسرة كانت نسبة 37.3% منها لديها أطفال تحت سن الثامنة عشر تعيش معهم، وبلغت نسبة الأزواج القاطنين مع بعضهم البعض 52% من أصل المجموع الكلي للأسر، ونسبة 12.2% من الأسر كان لديها معيلات من الإناث دون وجود شريك،  بينما كانت نسبة 2.8% من الأسر لديها معيلون من الذكور دون وجود شريكة وكانت نسبة 33% من غير العائلات. تألفت نسبة 29.4% من أصل جميع الأسر من عدة أفراد يعيشون في نفس المنزل ونسبة 18.6% كانت تتألف من شخص يعيش بمفرده يبلغ من العمر 65 عاماً أو أكثر. وبلغ متوسط حجم الأسرة المعيشية 2.49، أما متوسط حجم العائلات فبلغ 3.09.
بلغ العمر الوسطي للسكان 38.1 عاماً. وكانت نسبة 27.2% من القاطنين تحت سن الثامنة عشر، وكانت نسبة 6.8% بين الثامنة عشر والرابعة والعشرين عاماً، ونسبة 26% كانت واقعةً في الفئة العمرية ما بين الخامسة والعشرين والرابعة والأربعين عاماً، ونسبة 18.6% كانت ما بين الخامسة والأربعين والرابعة والستين، ونسبة 15.4% كانت ضمن فئة الخامسة والستين عاماً فما فوق. يوجد لكل 100 أنثى 91.9 ذكر، ويوجد لكل 100 أنثى في الثامنة عشر من عمرها فما فوق 83.4 ذكر.
بلغ متوسط دخل الأسرة في القرية 31,094 دولارًا، أما متوسط دخل العائلة فبلغ 43,646 دولارًا. وكان متوسط دخل الذكور 28,000 دولارًا مقابل 21,466 دولارًا للإناث. وسجل دخل الفرد الخاص بالقرية 15,211 دولارًا. وكانت نسبة 9.5% من العائلات ونسبة 11.7% من السكان تحت خط الفقر، وكان من هؤلاء نسبة 17.9% تحت سن الثامنة عشر ونسبة 17.3% في الخامسة والستين من العمر وما فوق.

### تعداد عام 2010
بلغ عدد سكان كامب بوينت 1,132 نسمة بحسب تعداد عام 2010، وبلغ عدد الأسر 441 أسرة وعدد العائلات 295 عائلة مقيمة في القرية. في حين سجلت الكثافة السكانية 385 نسمة لكل كيلومتر مربع (997.1/ميل2). وبلغ عدد الوحدات السكنية 492 وحدة بمتوسط كثافة قدره 167.3 لكل كيلومتر مربع (433.3/ميل2).
وتوزع التركيب العرقي للقرية بنسبة 97.97% من البيض و0.18% من الأمريكيين الأفارقة و0.35% من الأمريكيين الأصليين و0.18% من الأمريكيين ذوي الأصول الآسيوية و0.18% من الأعراق الأخرى و1.15% من عرقين مختلطين أو أكثر و0.88% من الهسبانيون أو اللاتينيون من أي عرق.
بلغ عدد الأسر 441 أسرة كانت نسبة 35.4% منها لديها أطفال تحت سن الثامنة عشر تعيش معهم، وبلغت نسبة الأزواج القاطنين مع بعضهم البعض 51.5% من أصل المجموع الكلي للأسر، ونسبة 11.6% من الأسر كان لديها معيلات من الإناث دون وجود شريك،  بينما كانت نسبة 3.9% من الأسر لديها معيلون من الذكور دون وجود شريكة وكانت نسبة 33.1% من غير العائلات. تألفت نسبة 29.7% من أصل جميع الأسر من عدة أفراد يعيشون في نفس المنزل ونسبة 12.9% كانت تتألف من شخص يعيش بمفرده يبلغ من العمر 65 عاماً أو أكثر. وبلغ متوسط حجم الأسرة المعيشية 2.44، أما متوسط حجم العائلات فبلغ 3.01.
بلغ العمر الوسطي للسكان 37.8 عاماً. وكانت نسبة 25.1% من القاطنين تحت سن الثامنة عشر، وكانت نسبة 9% بين الثامنة عشر والرابعة والعشرين عاماً، ونسبة 23.7% كانت واقعةً في الفئة العمرية ما بين الخامسة والعشرين والرابعة والأربعين عاماً، ونسبة 25.4% كانت ما بين الخامسة والأربعين والرابعة والستين، ونسبة 16.8% كانت ضمن فئة الخامسة والستين عاماً فما فوق. وتوزع التركيب الجنسي للسكان بنسبة 48.7% ذكور و51.3% إناث.

## أعلام
- ألن نيفينز